# ルンピニー公園
ルンピニー公園（Lumphini Park、タイ語: สวนลุมพินี）は、タイ王国のバンコク・パトゥムワン区にある公園である。1920年代のラーマ6世統治時代に建設され、南西の入り口には彼の銅像が立っている。
その敷地は57haと広大であり、バンコクで初めての図書館とダンス・ホールを有している。また園内にはいくつかの人工池もあり、ボートの貸し出しなども行なっている。
バンコクの中心部に位置しており、周囲にはラーマ4世通り、ウィッタユ通り、ラチャダムリ通り、サラシン通りが走っている。また付近は、大使館が多く立地するエリアであり、在タイ日本国大使館も当公園と隣接している。

## 最寄り駅
- バンコク・メトロ ルンピニー駅、シーロム駅
- バンコク・スカイトレイン サラデーン駅

## ギャラリー

ルンピニー公園地図
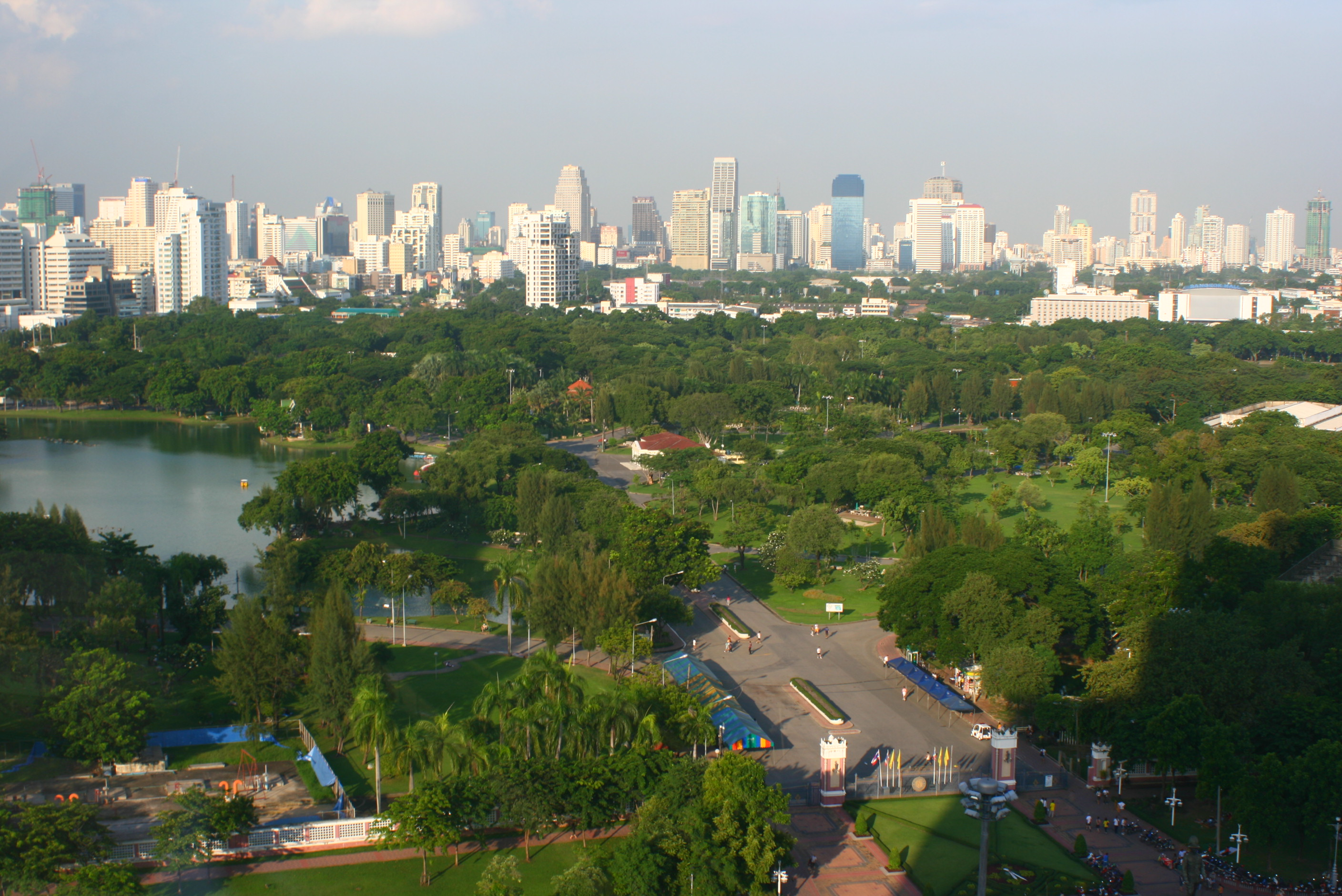
ルンピニー公園
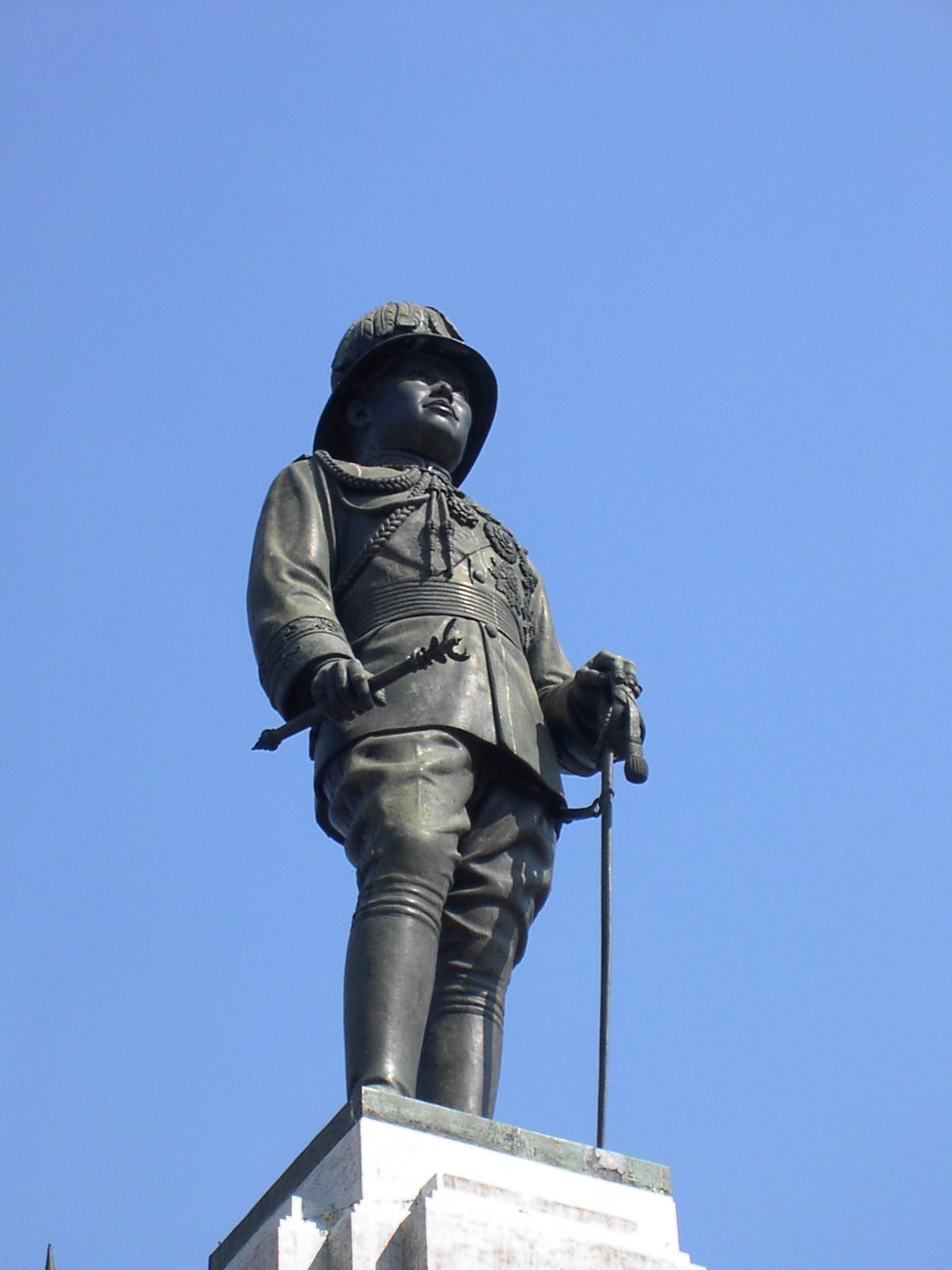
ラーマ6世像
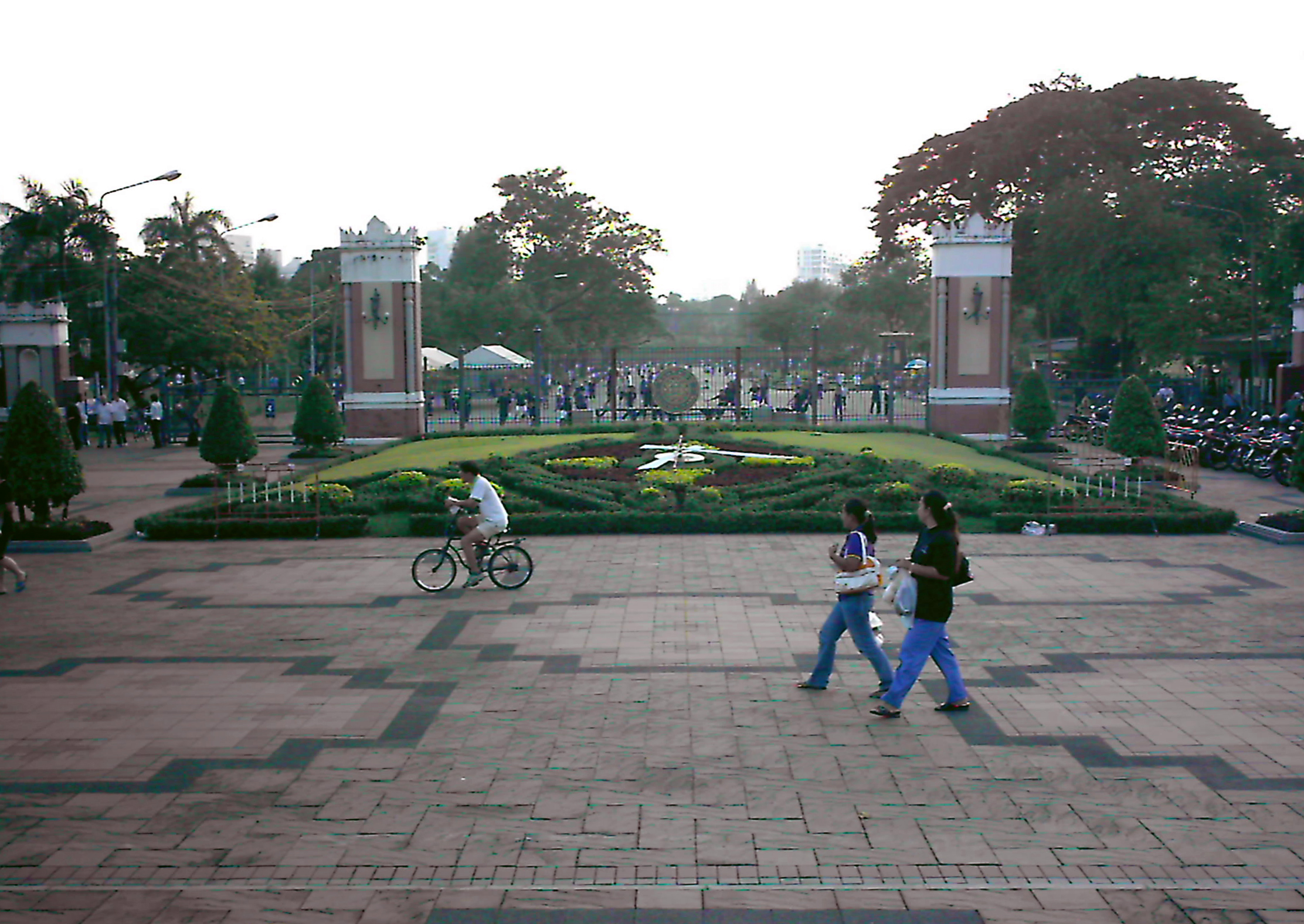
ルンピニー公園の正門
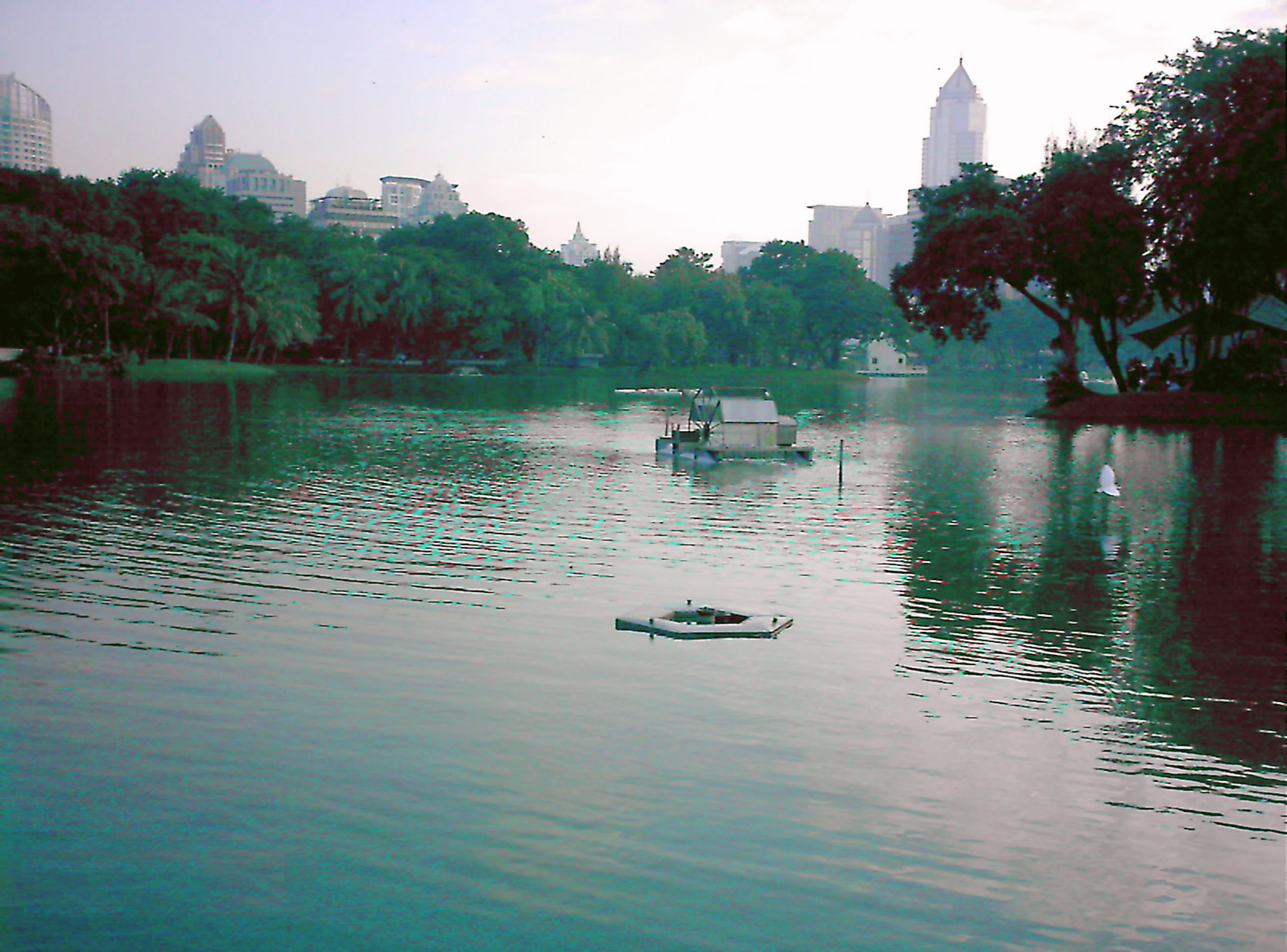
チャイパッタナー攪拌曝気装置
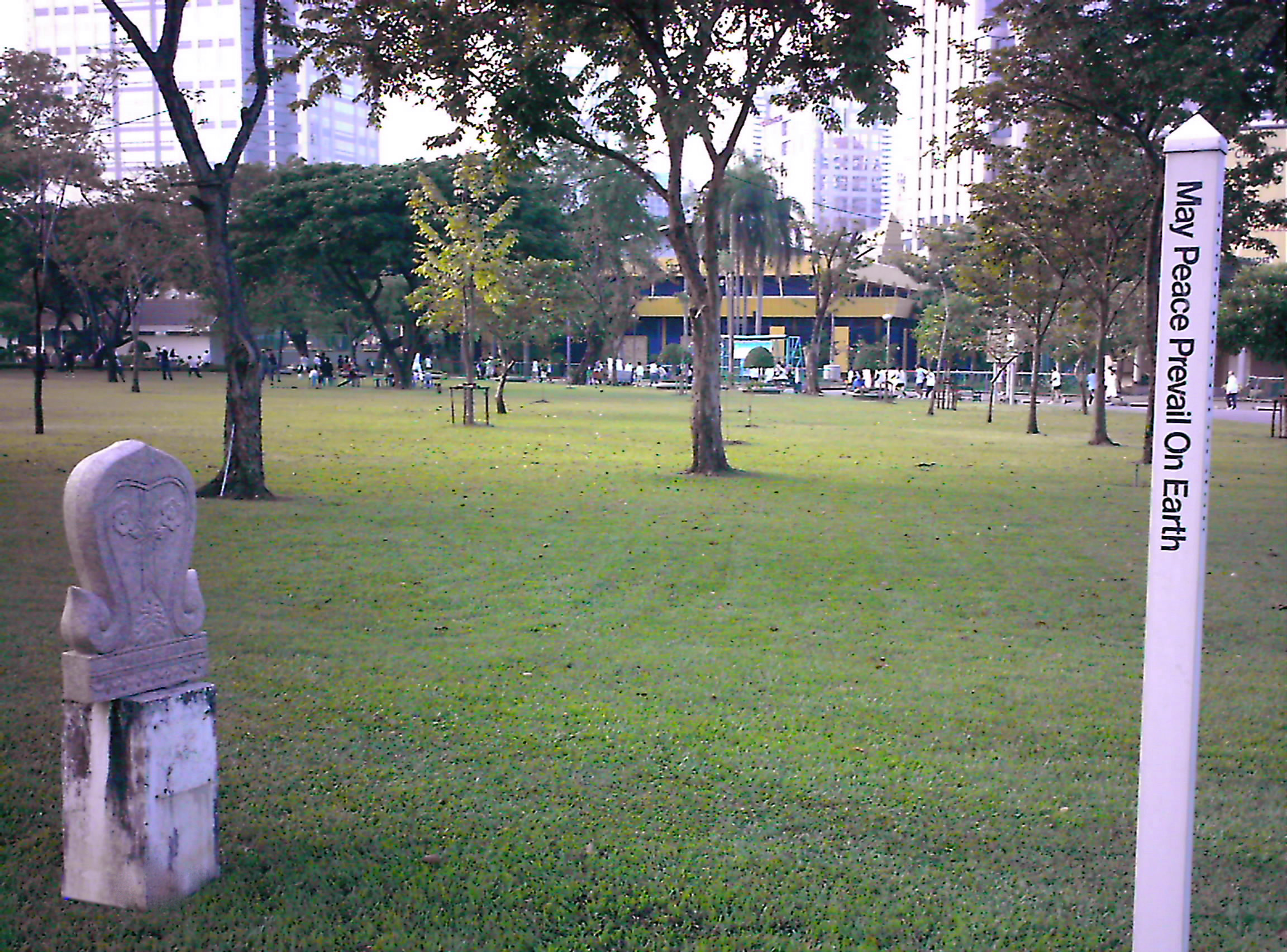
日本軍進駐・第二次世界大戦終結50周年記念碑
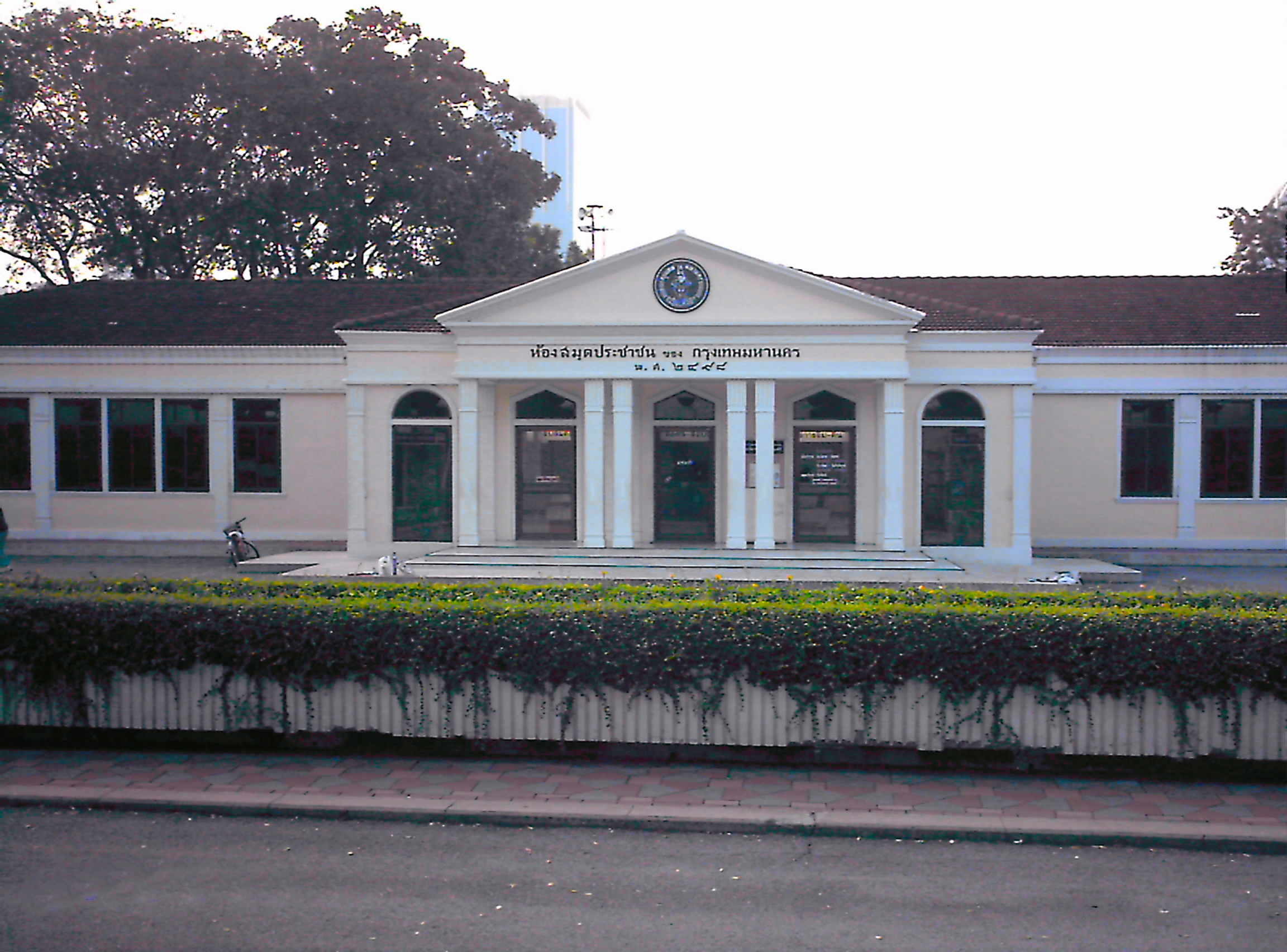
バンコク都公共図書館（2022年時点で閉館中）
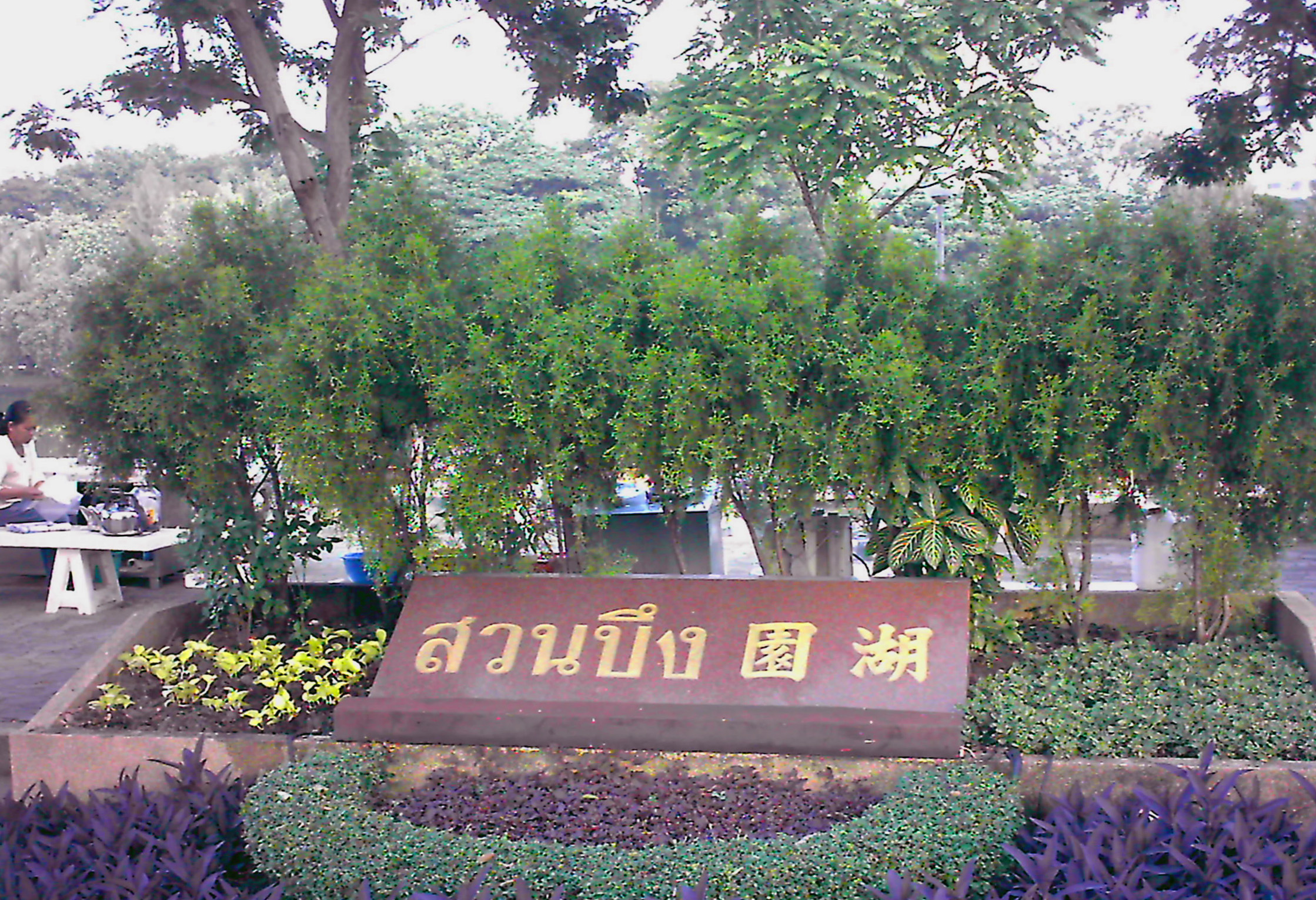
園湖（スワンブン）
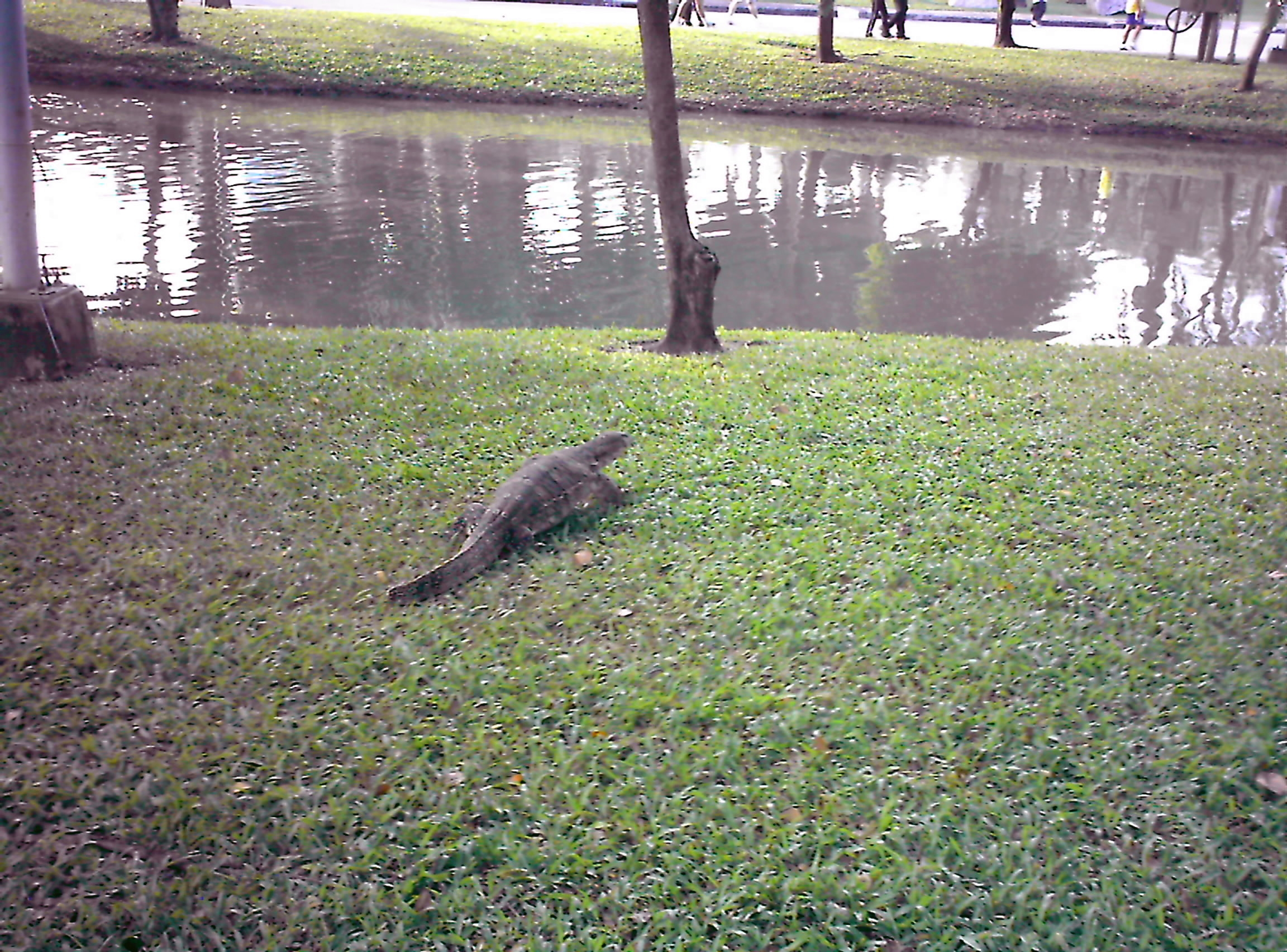
ベンガルオオトカゲ（ヒア）
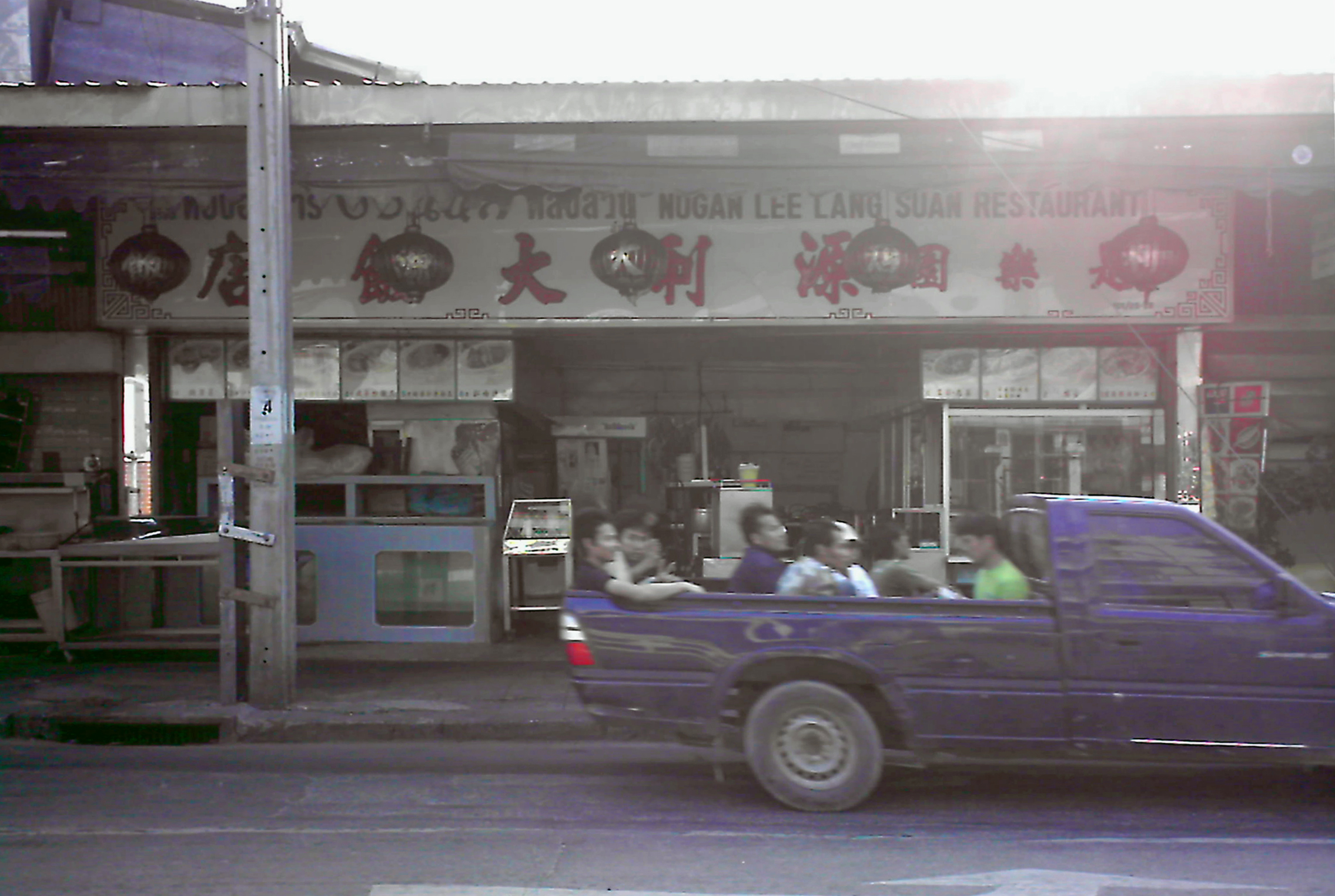
是樂園源利レストラン
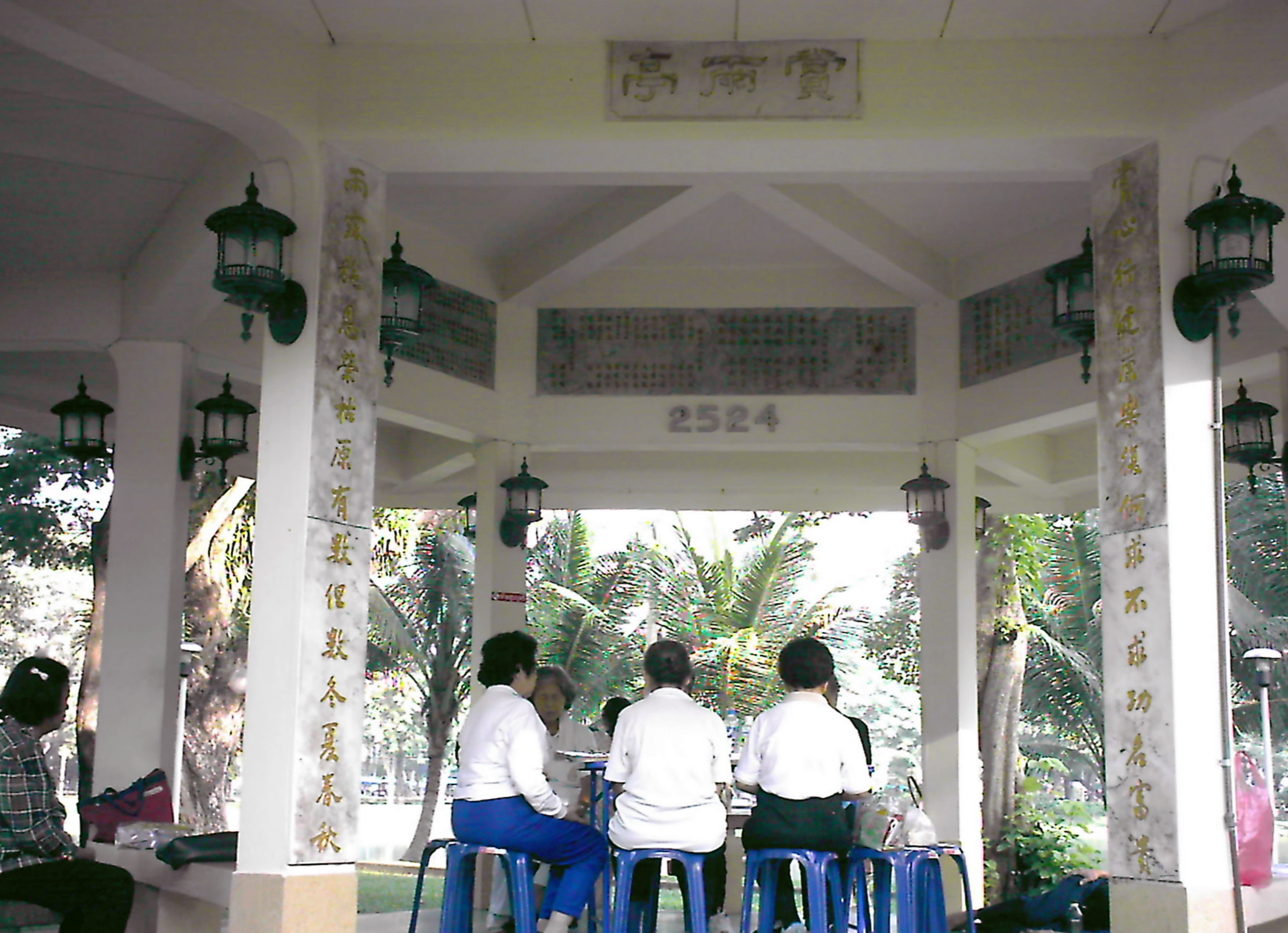
賞雨亭
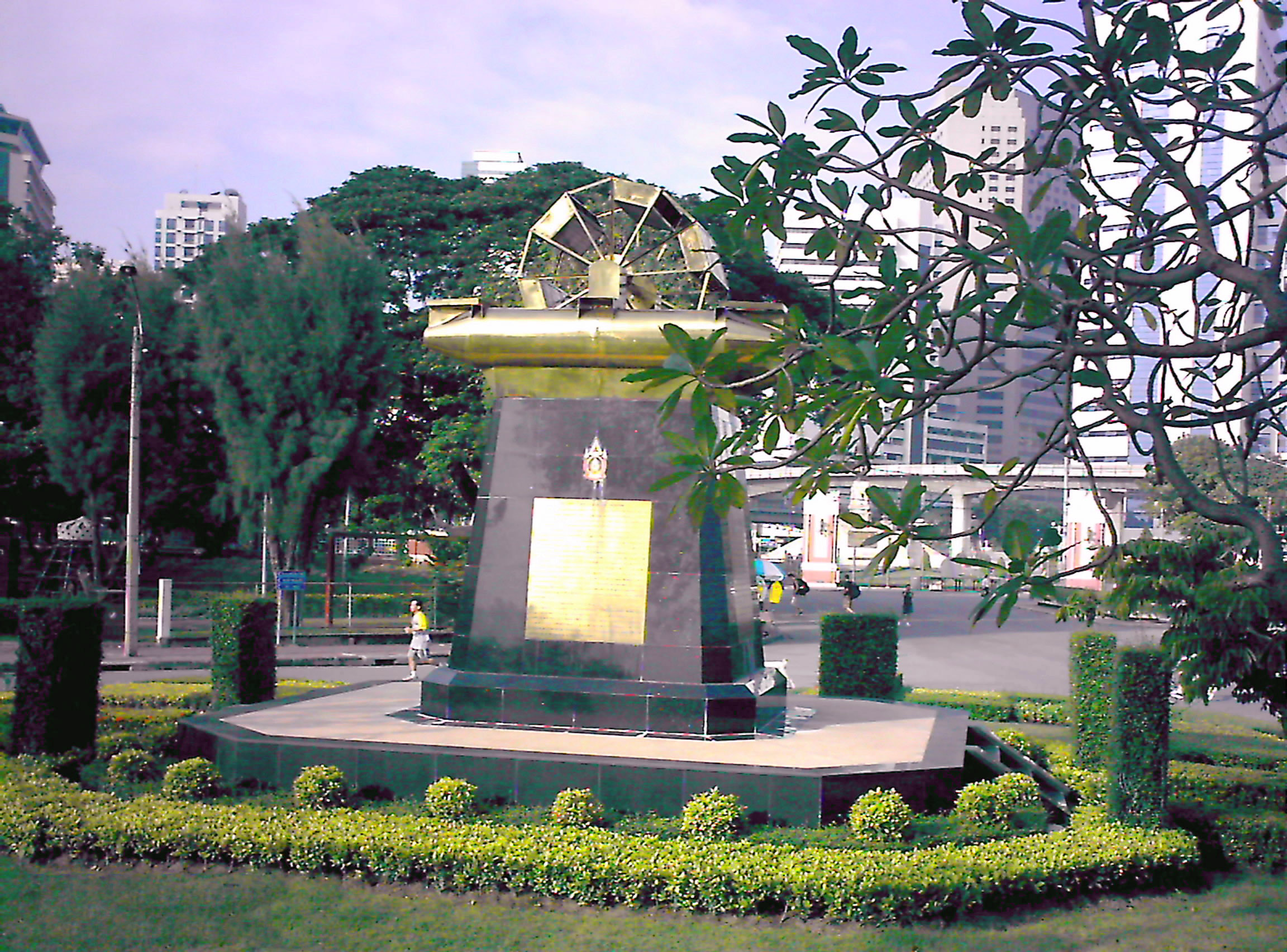
チャイパッタナー攪拌曝気装置記念碑